# Philipp Hettrich
Philipp Hettrich (* 10. Mai 1900 in Schwebenried, heute Arnstein; † 20. Dezember 1973 ebenda) war ein deutscher Politiker der CSU.
Hettrich besuchte die Volksschule und nahm danach am Ersten Weltkrieg teil. 1925 heiratete er und übernahm den landwirtschaftlichen Betrieb seiner Eltern. Er fungierte als Redner der Raiffeisenkasse Schwebenried. 1945 wurde er zum Bürgermeister seiner Heimatgemeinde ernannt. Darüber hinaus war er elf Jahre lang Kreisobmann beim Bayerischen Bauernverband. Ende 1945 beteiligte er sich an der Gründung des CSU-Kreisverbandes Karlstadt, deren langjähriger Vorsitzender er war. Er gehörte auch dem Kreistag an. Von 1950 bis 1966 hatte er ein Mandat im Bayerischen Landtag inne, in den er stets direkt im Stimmkreis Hammelburg-Karlstadt-Brückenau gewählt wurde. Dort hatte er den Vorsitz des landwirtschaftlichen Arbeitskreises der CSU-Fraktion inne.